# Hersteld Apostolische Zendinggemeente
De Hersteld Apostolische Zendinggemeente (HAZG) is een klein Bijbelgelovig, chiliastisch kerkgenootschap in Nederland. Zij is voortgekomen uit de Katholiek Apostolische Gemeente te Hamburg die zich in 1863 van de Catholic Apostolic Church in Engeland afscheidde, met vestigingen in Haarlem, Beverwijk, Purmerend, Vlissingen en Arnhem.

## Ontstaan

### Scheuring onder apostel van Bemmel
Kort na de roeping en wijding van Martinus van Bemmel tot apostel voor Nederland (geestelijke stamnaam: 'Juda') als opvolger van apostel Schwartz in de Hersteld Apostolische Zendingkerk (HAZK) in januari 1897, had de Duitse apostel Krebs (hiertoe onbevoegd) verklaard dat Van Bemmel weer afgezet was. Vervolgens had Krebs zijn Nieuw Apostolische Kerk van Van Bemmels HAZK losgescheurd.
De herder van de Haarlemse gemeente, N.J. Verkruisen sr., schoonvader van Van Bemmel, accepteerde de roeping van Van Bemmel wel, maar in 1904 kwam het alsnog tot een scheuring wegens Van Bemmels ontkenning van de leer over de Goddelijke Drie-eenheid (Sabellianisme - God zou slechts één Persoon zijn, met drie verschillende 'verschijningsvormen'). Hierdoor kwam Van Bemmel tegenover de overgebleven priesters in Nederland te staan. Daarnaast koesterde Verkruisen op basis van Filippenzen 2:7 opvattingen over een 'valbare' Christus. (Jezus had weliswaar niet gezondigd, maar kòn wel zondigen, aangezien Hij Zijn Godheid zou hebben afgelegd.) Verkruisen overleed enkele maanden later, in 1905, maar zijn gemeente bleef tot 1913 zelfstandig, zonder priester, alleen geleid door diakenen. Toen kwam het op aandringen van de gemeente zelf tot een terugkeer in de HAZK.

### Scheuring onder apostel Kalwij
Verkruisens zoon, herder J.W. Verkruisen, in 1915 door een Haarlemse zuster tot herder geroepen, nam opnieuw initiatief tot afscheiding in 1931. Nu speelde vooral de leer van de 'gelijkheid der bedieningen' een rol, waardoor Verkruisen in conflict kwam met apostel Kalwij, sinds 1925 de opvolger van Van Bemmel.
De directe aanleiding was een mislukte dodenopwekking in de Haarlemse gemeente, waarvan de profeet van de gemeente melding had gemaakt bij de apostel. Wegens dit 'verraad' werd de profeet tot tweemaal toe door de Haarlems herder (hiertoe onbevoegd) geschorst. Tegen het schriftelijke verslag van de profeet werd in de twee daarop volgende priestervergaderingen echter niets door de aanwezige Haarlemse priesters ingebracht. Toen de apostel op zondag 1 februari 1931 de gemeente Haarlem wilde visiteren, werd hem in opdracht van herder J.W. Verkruisen en de evangelist van de gemeente de toegang geweigerd, waarop de apostel genoodzaakt was beide priesters te schorsen. De Haarlemse priesters scheurden nu vrijwel de hele gemeente los uit de HAZK en deze ging verder onder de naam Hersteld Apostolische Zendinggemeente. 

## Gemeenten
Omdat het Haarlemse kerkgebouw zich in de Jacobijnestraat bevindt, wordt de HAZG door andere apostolischen ook vaak aangeduid met Jacobijnen. Na de scheuring van 1931 ontstonden ook kleine gemeenten in Amsterdam (Lutherkapel in de Gerrit van der Veenstraat) thans Kerk de Doortocht in Purmerend, Beverwijk (Maranathakapel aan de Wilgenhoflaan), Vlissingen (in de voormalige Lutherse kerk aan de Walstraat) en Arnhem (in de Bonifatiuskerk aan de Huissendijk). De HAZ-gemeente te Den Haag, die zich in 1929 onder leiding van evangelist N.J. Verkruisen jr. van de HAZK had afgescheiden, bestaat niet meer. Eveneens zijn dienaren geroepen voor een gemeente in Bundaberg (Australië), waar (eind 19e eeuw) de Apostolic Church of Queensland haar oorsprong had. Het periodiek van de HAZG, dat wekelijks verschijnt en voornamelijk preekverslagen bevat, draagt de naam 'Maranatha' en staat onder redactie van Herder G.L. de Mes.

## Leer en ambten
Net als in de HAZK heeft een gemeente in principe een viervoudige bediening van apostelen, profeten, evangelisten, herders en leraars. Verschilpunt is echter dat volgens de HAZG élke dienaar in principe gerechtigd is dienaren te wijden en leden te verzegelen. De vier ambtsbedieningen, voor zover aanwezig, besturen gezamenlijk een gemeente. De ambtsbedieningen van 'engel' (opziener) en 'oudste', zoals die nog wel onder apostel Schwartz († 1895) bestonden, ontbreken in deze structuur.
Een van de dingen die de HAZG (net als andere apostolischen, behalve het Apostolisch Genootschap dat een religieus humanistische grondslag heeft) onderscheidt van andere kerkgenootschappen, is dat zij - op Bijbelse grondslag - gelooft dat de gaven van de Heilige Geest niet alleen voor de ontstaansperiode van de kerk bedoeld waren, maar tot de wederkomst van Jezus moeten blijven. Onder meer de gave van profetie is aanwezig, het kerkgenootschap laat zich mede daardoor leiden. Voorgangers worden door middel hiervan geroepen tot een van de verschillende ambtsbedieningen in de HAZG.